# 村田昴
村田 昴（むらた すばる、1996年10月19日 - ）は、日本のプロボクサー。和歌山県紀の川市出身。帝拳ボクシングジム所属。現WBOアジアパシフィックスーパーバンタム級王者。

## 来歴
最初は空手をやっていたが、小学5年生から真正ボクシングジムでボクシングを始めた。貴志川高校で高校3冠を達成。日本大学卒業後、自衛隊体育学校に進んだ。

### アマチュア時代
2014年4月、ブルガリアのソフィアで行われた世界ユース選手権のライトフライ級（49kg）に出場し、準々決勝で敗れるが、ボックスオフで勝ちユースオリンピックへの出場権を獲得した。
2014年8月、南京ユースオリンピックのライトフライ級（49kg）で銅メダルを獲得。
2018年、全日本選手権（バンタム級）を優勝して、優秀選手賞を受賞した。
2019年9月11日、ロシアのエカテリンブルクで行われた世界選手権のフェザー級（57kg）に出場し、1回戦で中国の選手に敗れた。
2019年11月23日、東京オリンピック国内最終選考会を兼ねた全日本選手権のフェザー級（57kg）に出場し、準決勝で堤駿斗に敗れ、五輪出場を逃した。

### プロ
2020年6月、帝拳ジムからプロデビューすることが発表された
2021年6月26日、アメリカラスベガスのヴァージンホテルズ・ラスベガスでケヴェン・モンロイを相手にデビュー戦を行い、2回1分42秒TKO勝ちを収めた。長谷川穂積に憧れ、デビュー戦の入場曲は長谷川が使用していたエンヤの『Once You had Gold』を使用した。
2023年7月28日、ラスベガスのパームス・カジノ・リゾートでファン・センテノと対戦予定だったが、センテノが前日計量で規定体重を約600グラムオーバーし再計量を行なわず計量失格となった。このため試合当日正午に当日計量130ポンド（約59.9キロ）以下という条件をクリアして試合が行われ、3回終了時にセンテノが棄権をしたためTKO勝ちを収めた。
2024年3月2日、後楽園ホールでフィリピンスーパーバンタム級王者のアレックス・サンティシマ・ジュニアと対戦し、7回1分45秒KO勝ちを収めた。
2024年7月6日、後楽園ホールでWBOアジアパシフィックスーパーバンタム級15位のブライアン・ジェームス・ワイルド（フィリピン）と対戦し、6回1分49秒TKO勝ちを収めた。
2024年10月5日、後楽園ホールでWBOアジアパシフィックスーパーバンタム級王座決定戦としてWBOアジアパシフィック同級2位ならびに同じく無敗記録を持つ山﨑海斗と対戦。3回に右フックで山崎からダウンを奪い、7回に山崎の右フックがカウンターとなりダウンを奪い返されるも、9回に左ストレート、右フックで山崎からダウンを奪い返し、山崎のダメージが深刻と判断したことからレフェリーストップで9回2分46秒TKO勝ちを収め、8勝8KOという高記録をマークしたと同時にプロ初の王座獲得を果たした。
2025年5月20日、後楽園ホールで行われる元IBF世界スーパーバンタム級王者の小國以載との試合について小國が同年4月10日の試合での勝利でWBOアジアパシフィック同級8位にランクインしランカー復帰を果たしたことに伴い同年5月7日付でノンタイトル戦からWBOアジアパシフィック同級タイトルマッチに変更された。
2025年5月20日、後楽園ホールでWBOアジアパシフィックスーパーバンタム級8位で元IBF同級王者の小國以載と対戦し、6回1分42秒TKO勝ちを収めた。

## 戦績
- アマチュア - 80戦68勝12敗
- プロ - 10戦10勝（10KO）無敗

| 戦           | 日付          | 勝敗 | 時間    | 内容 | 対戦相手                           | 国籍           | 備考                                              |
| ------------ | ------------- | ---- | ------- | ---- | ---------------------------------- | -------------- | ------------------------------------------------- |
| 1            | 2021年6月26日 | ☆    | 2R 1:42 | TKO  | ケヴェン・モンロイ                 | アメリカ合衆国 | プロデビュー戦                                    |
| 2            | 2022年6月13日 | ☆    | 4R      | TKO  | ジョン・マーク・ティフ             | フィリピン     |                                                   |
| 3            | 2022年10月1日 | ☆    | 2R 2:45 | KO   | マルビロ・アバリェ                 | フィリピン     |                                                   |
| 4            | 2023年3月25日 | ☆    | 1R 1:47 | TKO  | ホセ・ネグレテ                     | アメリカ合衆国 |                                                   |
| 5            | 2023年7月28日 | ☆    | 3R      | TKO  | フアン・センテノ                   | ニカラグア     |                                                   |
| 6            | 2024年3月2日  | ☆    | 7R 1:45 | KO   | アレックス・サンティシマ・ジュニア | フィリピン     |                                                   |
| 7            | 2024年7月6日  | ☆    | 6R 1:49 | TKO  | ブライアン・ジェームス・ワイルド   | フィリピン     |                                                   |
| 8            | 2024年10月5日 | ☆    | 9R 2:46 | TKO  | 山﨑海斗（六島）                   | 日本           | WBOアジアパシフィックスーパーバンタム級王座決定戦 |
| 9            | 2025年2月1日  | ☆    | 2R 1:20 | KO   | ジョセフ・アンボ                   | フィリピン     | WBOアジアパシフィック防衛1                        |
| 10           | 2025年5月20日 | ☆    | 6R 1:42 | TKO  | 小國以載（角海老）                 | 日本           | WBOアジアパシフィック防衛2                        |
| テンプレート |               |      |         |      |                                    |                |                                                   |

## 獲得タイトル
アマチュア
- 第26回全国高等学校ボクシング選抜大会フライ級優勝
- 平成26年度全国高等学校総合体育大会フライ級優勝
- 第73回国民体育大会成年の部バンタム級優勝
- 第88回全日本選手権バンタム級優勝

プロ
- WBOアジアパシフィックスーパーバンタム級王座（防衛0）